# Керівники ЦК Компартії Азербайджану (1920—1991)

## Список керівників ЦК КП Азербайджанської РСР

### Голови Президії ЦК КП Азербайджанської РСР
| # | Перший секретар Президії ЦК КП | Фото | Період правління                 | Партія | Примітки |
| - | ------------------------------ | ---- | -------------------------------- | ------ | -------- |
| 1 | Мірза Давуд Гусейнов           |      | 28 квітня 1920 — 23 липня 1920   | ВКП(б) |          |
| 2 | Віктор Нанейшвілі              |      | 23 липня 1920 — 9 вересня 1920   | ВКП(б) |          |
| 3 | Олена Стасова                  |      | 9 вересня 1920 — 15 вересня 1920 | ВКП(б) |          |
| 4 | Володимир Думбадзе             |      | 15 вересня 1920 — 24 жовтня 1920 | ВКП(б) |          |

### Відповідальний секретар ЦК КП Азербайджанської РСР
| # | Глава               | Фото | Період правління               | Партія | Примітки |
| - | ------------------- | ---- | ------------------------------ | ------ | -------- |
| 1 | Григорій Камінський |      | 24 жовтня 1920 — 24 липня 1921 | ВКП(б) |          |

### Перші секретарі ЦК КП Азербайджанської РСР
| #  | Перший секретар ЦК КП | Фото | Період правління                | Партія | Примітки |
| -- | --------------------- | ---- | ------------------------------- | ------ | -------- |
| 1  | Сергій Кіров          |      | 24 липня 1921 — січень 1925     | ВКП(б) |          |
| 2  | Рухулла Ахундов       |      | 1925 — 1926                     | ВКП(б) |          |
| 3  | Левон Мірзоян         |      | 21 січня 1926 — 5 серпня 1929   | ВКП(б) |          |
| 4  | Микола Гикало         |      | 5 серпня 1929 — 5 серпня 1930   | ВКП(б) |          |
| 5  | Володимир Полонський  |      | 5 серпня 1930 — січень 1933     | ВКП(б) |          |
| 6  | Рубен Рубенов         |      | 7 лютого 1933 — 10 грудня 1933  | ВКП(б) |          |
| 7  | Мір Джафар Багіров    |      | 15 грудня 1933 — 6 квітня 1953  | ВКП(б) |          |
| 8  | Мір Теймур Якубов     |      | 6 квітня 1953 — 12 лютого 1954  | ВКП(б) |          |
| 9  | Імам Мустафаєв        |      | 16 лютого 1954 — 8 липня 1959   | КПРС   |          |
| 10 | Велі Ахундов          |      | 10 липня 1959 — 14 липня 1969   | КПРС   |          |
| 11 | Гейдар Алієв          |      | 14 липня 1969 — 3 грудня 1982   | КПРС   |          |
| 12 | Кямран Багіров        |      | 3 грудня 1982 — 21 травня 1988  | КПРС   |          |
| 13 | Абдул-Рахман Везіров  |      | 21 травня 1988 — 20 січня 1990  | КПРС   |          |
| 14 | Аяз Муталібов         |      | 25 січня 1990 — 14 вересня 1990 | КПРС   |          |